# 音中道路
音中道路（おとなかどうろ）は、北海道中川郡音威子府村から中川郡中川町に至る国道40号のバイパス道路である。
2025年（令和7年）度の供用開始を目指して全線で事業中。北海道縦貫自動車道に並行する一般国道自動車専用道路（A'路線）として整備される。また、道央自動車道と一体となって広域的・地域的交通の役割を担う自動車専用道路でもある。現在の名称に決定する以前は「音威子府バイパス（おといねっぷバイパス）」という仮称で事業が進められていた。
高速道路ナンバリングによる路線番号は「E5」が割り振られている。

## 概要
現道18 kmは特殊通行規制区間（交通規制）となっており、雪崩・冠水・落石などの自然災害や半径150 m以内の急カーブも多い。

### 路線データ
- 起点：北海道中川郡音威子府村字音威子府[1]（音威子府IC）
- 終点：北海道中川郡中川町字誉[1]（中川ICから続くランプウェイで国道40号と直結）
- 全長：19.0 km[1]
- 規格：第1種第3級 [1]
- 設計速度：80 km/h [1]
- 道路幅員：13.5 m
- 車線幅員：3.5 m
- 車線数：完成2車線[1]

## 歴史
- 1993年（平成5年）：事業化[4]。
- 2007年（平成19年）：事業着工[4][5]。
- 2010年（平成22年）4月：音中トンネル着工[4][5]。
- 2017年（平成29年）
  - 1月25日：中川町内の音中トンネル工事現場で岩盤崩落。作業員1人死亡[5][6]。
  - 8月1日：音中トンネル掘削工事の難航により、開通時期の見直しを発表[7]。
- 2020年（令和2年）11月20日：音中トンネルが貫通[4][5]。
- 2025年（令和7年）3月13日：道路名称が「（仮称）音威子府バイパス」から「音中道路」に、IC名称が「音威子府IC」「中川IC」にそれぞれ正式決定[8]。

### 開通予定年度
- 2025年（令和7年）度 : 音威子府IC - 中川IC[9]

## インターチェンジ
- 全区間北海道上川総合振興局中川郡内に所在。
- IC番号欄の背景色が■である部分については道路が供用済みの区間を示している。また、施設名欄の背景色が■である部分は施設が供用されていない、または完成していないことを示す。

| IC 番号                                                                      | 施設名                                | 接続路線名                                       | 起点 から （km）                      | 備考                                  | 所在地                                |
| E5 北海道縦貫自動車道（予定路線区間）                                        | E5 北海道縦貫自動車道（予定路線区間） | E5 北海道縦貫自動車道（予定路線区間）            | E5 北海道縦貫自動車道（予定路線区間） | E5 北海道縦貫自動車道（予定路線区間） | E5 北海道縦貫自動車道（予定路線区間） |
| ---------------------------------------------------------------------------- | ------------------------------------- | ------------------------------------------------ | ------------------------------------- | ------------------------------------- | ------------------------------------- |
|                                                                              | 音威子府IC                            | 国道275号                                        | 0.0                                   | 2025年（令和7年）度開通予定           | 音威子府村                            |
|                                                                              | 中川IC                                | 国道40号（現道） 北海道道541号問寒別佐久停車場線 | 19.0                                  | 2025年（令和7年）度開通予定           | 中川町                                |
| E5 北海道縦貫自動車道（予定路線区間） （中川 - 天塩間 計画段階評価手続き中） |                                       |                                                  |                                       |                                       |                                       |

- 一時期は中間に「筬島IC」の設置が計画されていたが[11]、開通時点では未設置となる。

## 道路施設

### トンネル
- 音威子府トンネル (2,699 m)[12]
- 物満内トンネル (418 m)[12]
- 筬島トンネル (629 m)[12]
- 音中トンネル (4,686 m)[12]

### 橋梁
- 音威子府川橋 (123 m)[12]
- 天塩川橋 (459 m)[12]